# Švédské království (středověk)
Švédské království (švédsky Konungariket Sverige) byl středověký státní útvar v severní Evropě ve Skandinávii.

## Dějiny

### Vikingové
Vikingové ovládli během 8.–11. století značnou část Evropy, švédští vikingové směřující hlavně na východ, kde byli označováni jako varjagové, dobyli Kyjev a Novgorod. Dostali se až do Byzance a setkali se s Araby.

### Rané období
Za prvního historicky doloženého švédského krále je historiky považován Erik Vítězný (Erik Segersäll) z rodu Ynglingů (Munsöů), který vládl v letech 970–995. Jemu však předcházela celá řada legendárních králů Švédska počínaje mytologickým bohem Ódinem. Avšak králem, který vládl spojenému Švédsku obou území Svealandu a Götalandu, byl až Erikův syn a nástupce Olof Skötkonung.

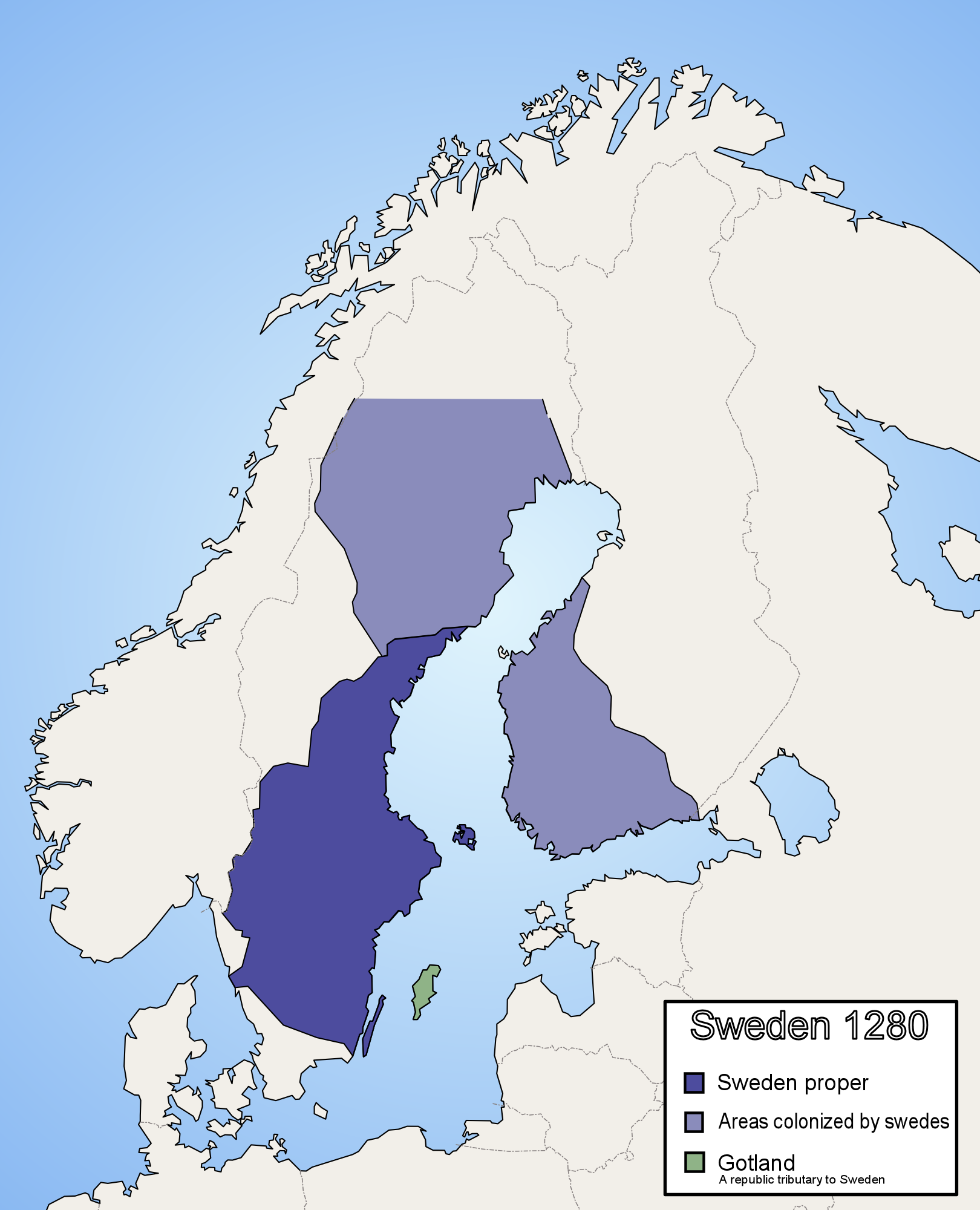
Švédské, 1280

K definitivnímu potlačení severského polyteismu (pohanství) a pokřesťanštění Švédska došlo patrně až během dynastických rozepří za vlády rodu Stenkilů, a to mezi Ingem I. a jeho švagrem Svenem. Předtím obě náboženství existovala vedle sebe. Inge byl vroucím křesťanem a otevřeně podporoval christianizaci země stavbou nových kostelů a jmenováním biskupů, avšak nerespektoval staré pohanské švédské zvyky, které ustanovili a dodržovali předchozí králové, především odmítal provádět dle tradičního zvyku obřady v pohanském chrámu ve Staré Uppsale. To vedlo k povstání, které mělo své jádro v hlavním městě švédských králů Uppsale v provincii Svealand. Povstalci provolali králem Ingeho švagra Svena, který se dle Ságy o Hervaře měl nabídnout provádět náboženské rituály v Uppsale a dodržovat pohanské zvyklosti na místo Ingeho, pokud jej lid prohlásí králem (proto je zván Blot-Sven, tj. „Sven Obětník“), zatím co Inge musel před rozhněvaným davem z Uppsaly potupně uprchnout a stáhnout se do západního Götlandu, kde křesťanský lid zachovával Ingemu větší věrnost, avšak Svenova vláda ve Svealandu netrvala dlouho. V roce 1087 se Inge měl vrátit zpět do Staré Uppsaly, kde se tou dobou konaly vyhlášené pohanské slavnosti. Se svými muži uprostřed těchto slavností obklíčil a poté zapálil pohanský chrám, kde se tou dobou nacházel i Blot-Sven, ten byl vzápětí při útěku z hořícího pekla zabit.
Pokřesťanštění v 11. a 12. století přispělo ke vzniku jednotného švédského státu. Švédské křížové výpravy proti pohanským kmenům začlenily ve 13. století do švédského státu i území dnešního Finska.

### Sverkerové, Erikovci a Folkungové
V 11. století se na Švédském trůně střídají zástupci dvou domů, a to rod Sverkerů a rod Erikův, které byly v 12. století vystřídány dynastií Folkungů. Folkungové jsou známí svými vzájemnými často krvavými půtkami. V době krále Magnuse II. žila asi neslavnější švédská světice Brigita Švédská. Jarl Birger, Torgils Knutsson jako regent nezletilého krále Birgera Magnussona a další se pak zasloužili o připojení Finska ke Švédsku.
V roce 1397 vznikla v Kalmaru Kalmarská unie, jehož se Švédsko stalo spolu s Norskem a Dánskem na mnoho let součástí.

## Symbolika

Královský znak dle erbového sborníku Gelre (1370–1395)

Znaky králů či vládnoucích dynastií dle chronologie:
Sverkerovci
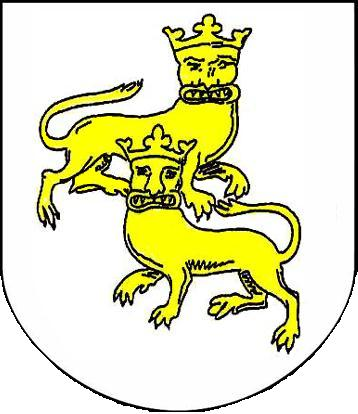
Erikovci
Knut II. z dynastie Erikovců
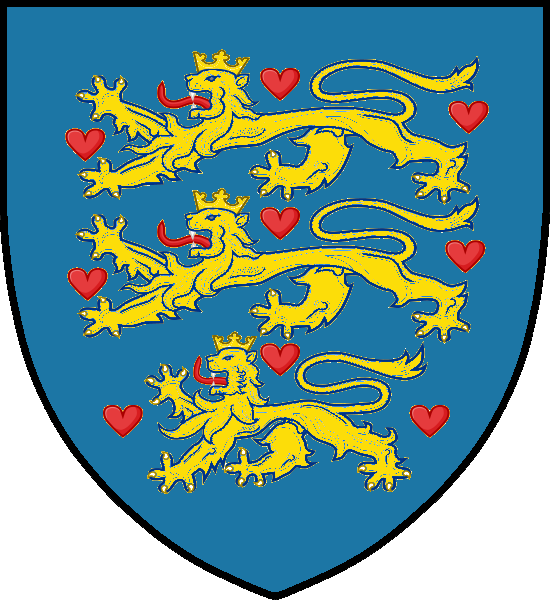
Erik XI. z dynastie Erikovců
Valdemar I. z dynastie Folkungů
Folkungové
znak království od roku 1319